# Vynnyky
Vynnyky (in ucraino Винники?) è un centro abitato dell'Ucraina, situato nell'oblast' di Leopoli.